# Il Nuovo Corriere di Firenze
Il Nuovo Corriere di Firenze è stato un quotidiano con la cronaca locale di Firenze, Prato e relative province.
Nato a fine del 1999 come "Il Corriere di Firenze" nel corso degli anni ha cambiato editore e, successivamente, denominazione. Le pubblicazioni sono sospese dal 14 maggio 2012.
Sono state chiuse inoltre le altre edizioni collegate della stessa proprietà Editoriale 2000:
- Il Nuovo Corriere di Prato
- Il Nuovo Corriere di Lucca e Versilia
- Il Nuovo Corriere Aretino
- Il Nuovo Corriere Viterbese[3]